# Національний парк Лавачара
Національний парк Лавачара (бенг. লাউয়াছড়া) — великий національний парк і природний заповідник в Бангладеш.
Розташований на відстані 180 км на північний схід від Дакки. Основу парку складають дерева, посаджені в 1925 році, для заліснення. З часом вони стали як густі природні ліси.

## Галерея

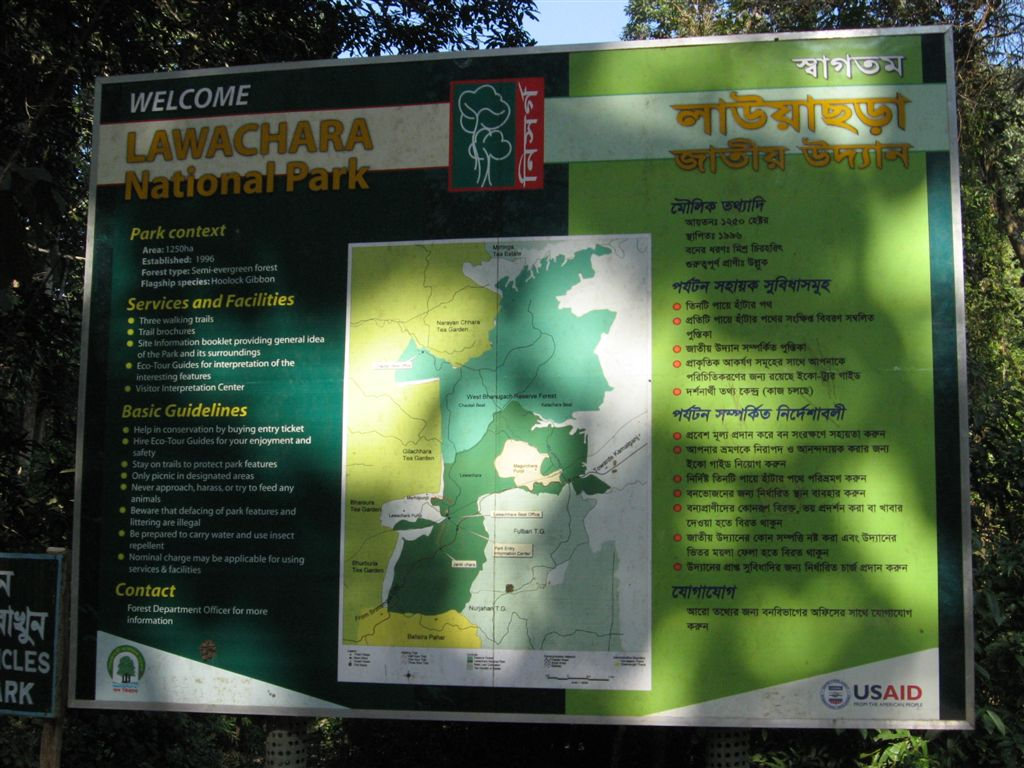
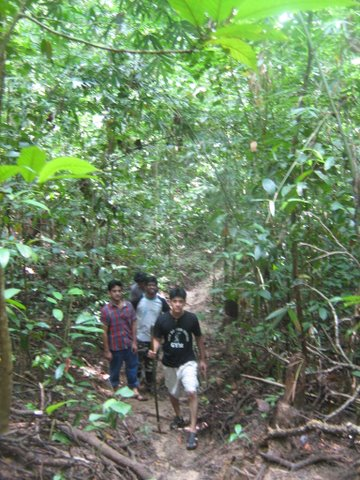
Туристи в тіні лісів